# Лодыгин, Николай Дмитриевич
Лодыгин, Николай Дмитриевич — знаток коннозаводства, разработал генеалогию рысистой породы.

## Биография
Родился в 1842 году. Учился в 3-й московской гимназии. Позже служил в главном управлении государственного коннозаводства.
Николай Лодыгин в 1874 году основал «Газету коннозаводчиков и любителей лошадей» и издавал ее до 1883 года.
Скончался в 1885 году.

## Работы
- «Книга рысистых лошадей в России, с определением чистопородности» (1870—1873, 7 частей)[2]
- "Описи конского завода рысистых лошадей Д. А. Юнькова" (М. 1873 г.)
- Рысистые заводы в России» (15 выпусков)
- «Заводскую книгу лошадей хреновского государственного конского завода»[3]
- "Ответ на статью Северцова о книге рысистых лошадей ("Журнал коннозаводства", 1871 г., кн. 10)
- "Заводская книга лошадей Чесменского завода Е. И. В. великого князя Николая Николаевича Старшего" (М., 1874 г.)